# Alexander Donat
Alexander Donat, originariamente Berg (Varsavia, 1905 – New York, 16 giugno 1983), è stato un editore polacco di origine ebraica, superstite dell'Olocausto. È stato uno dei pochi sopravvissuti al ghetto di Varsavia, testimone del genocidio ebreo compiuto dai nazisti in Polonia durante la seconda guerra mondiale.

## Biografia
Nato a Varsavia, divenne un importante editore di un quotidiano che fu confiscato dai nazisti durante la seconda guerra mondiale. Insieme alla moglie Lena, in quanto ebreo, fu confinato nel ghetto di Varsavia. Tuttavia riuscirono clandestinamente a far fuggire il figlio William (Wlodek) che, a soli cinque anni, si rifugiò presso una coppia di amici del padre, Maria e Stefan Magenheim i quali, a rischio della propria vita, lo ospitarono per quasi un mese. In seguito la coppia fu scoperta e furono vittime di estorsione da parte di un vicino di casa polacco, ma, nonostante tutto, riuscirono a far fuggire il bambino nell'orfanotrofio cattolico di Otwock grazie anche all'aiuto di Magdalena Rusinek (successivamente in Grodzka-Guzkowska), allora quindicenne e già membro della resistenza polacca.
Alexander e Lena nel frattempo furono deportati nel campo di Majdanek, per poi essere smistati in altri campi: Auschwitz, Ravensbruck, Neustadt, Treblinka, Glewe, Radom, Vaihingen e Dachau; in quest'ultimo furono poi liberati dalle truppe americane nella primavera del 1945.
Ritrovato il figlio a Varsavia, nel 1946 la famiglia, cambiò il nome da Berg a Donat, emigrò negli Stati Uniti, dove il padre nel 1949 avviò una tipografia, la Waldon Press.
Nel 1977, Alexander Donat costituì la "The Holocaust Library", una casa editrice di libri che raccontassero la persecuzione e le esperienze personali vissute dagli ebrei durante la seconda guerra mondiale in Europa.
Morì per una malattia polmonare al Mount Sinai Hospital di New York.
Il figlio William, cresciuto a New York e laureatosi in scienze presso la Bronx H.S. nel 1956, editore e grafico, è stato presidente della Holocaust Publications, Inc., oltre che membro della commissione editoriale del Museo dell'Olocausto di Washington e attivo relatore del Museum of Jewish Heritage di New York. William è deceduto nel 2009.
Il 24 febbraio 2009 Magdalena Rusinek in Grodzka-Guzkowska è stata riconosciuta fra i Giusti tra le nazioni con una cerimonia al museo Yad Vashem di Gerusalemme. Il 14 luglio 2011 anche Maria e Stefan Magenheim furono riconosciuti, alla memoria, fra i Giusti tra le nazioni.

## Opere
- (EN) Holocaust Kingdom: a memoir, New York, Holocaust Library, 1978,  p. 361, ISBN 0-85969-155-1.
- (EN) The Death Camp Treblinka: a documentary, Holocaust Library (distribuzione: Schocken books), 1979,  p. 320, ISBN 0805299831).
- (EN) Jewish Resistance, Warsaw Ghetto Resistance Organization (WAGRO), 1978,  p. 32.